# Jack Heid
John Sebastien „Jack“ Heid (* 26. Juni 1924 in New York; † 27. Mai 1987 in Bushkill, Pennsylvania) war ein US-amerikanischer Bahnradsportler.
1948 kam Jack Heid nach Europa, um bei den Olympischen Sommerspielen in London zu starten. Er fuhr im Sprint ins Viertelfinale und wurde im 1000-Meter-Zeitfahren Siebter. Im Jahr darauf belegte er bei den Bahn-Weltmeisterschaften den dritten Platz im Sprint und errang damit die erste Weltmeister-Medaille für die USA seit 1912. Trainiert wurde er von Jack Simes II., mit dem gemeinsam er auch bei Tandemrennen startete.
Heid galt als ein Pionier des US-amerikanischen Radsports, da er der erste US-Radsportler war, der nach dem Krieg in Europa Rennen fuhr. Zunächst blieb er Amateur und lebte vom Verkauf geschmuggelter Ware. Anfang der 1950er Jahre wurde er Profi und ließ sich in England nieder. Bei den UCI-Bahn-Weltmeisterschaften 1950 belegte er im Sprint Rang acht. 1950 heiratete er eine Belgierin und wollte ursprünglich die belgische Staatsbürgerschaft annehmen. 1951 kehrte er in die Vereinigten Staaten zurück und fuhr dort noch drei Sechstagerennen; 1957 wurde er in Chicago Dritter mit Mino De Rossi. 1967 kam er bei einem Feuer in seinem Haus ums Leben. 1989 wurde er posthum die United States Bicycling Hall of Fame aufgenommen.